# Anisostachya australis
Anisostachya australis är en akantusväxtart som beskrevs av Raymond Benoist. Anisostachya australis ingår i släktet Anisostachya och familjen akantusväxter. Inga underarter finns listade i Catalogue of Life.